# Vincenzo Janfolla
Vincenzo Janfolla (Potenza, 11 marzo 1873 – Potenza, 9 settembre 1943) è stato un avvocato e politico italiano.

## Biografia
Professore di diritto all'Università di Napoli, fu consigliere provinciale e eletto al parlamento del regno d'Italia nella XXVI Legislatura nella circoscrizione di Potenza.
Avverso al fascismo, lasciò l'attività politica dedicandosi esclusivamente alla professione forense nella città partenopea, divenendo uno dei più celebri avvocati penalisti del Mezzogiorno.
Morì nella sua casa di campagna a Potenza durante il bombardamento degli alleati, il 9 settembre 1943. All'inizio degli anni sessanta gli furono dedicati a Napoli un busto a Castel Capuano e una strada, tra i quartieri di Piscinola e Miano.